# Alonso de Balbás

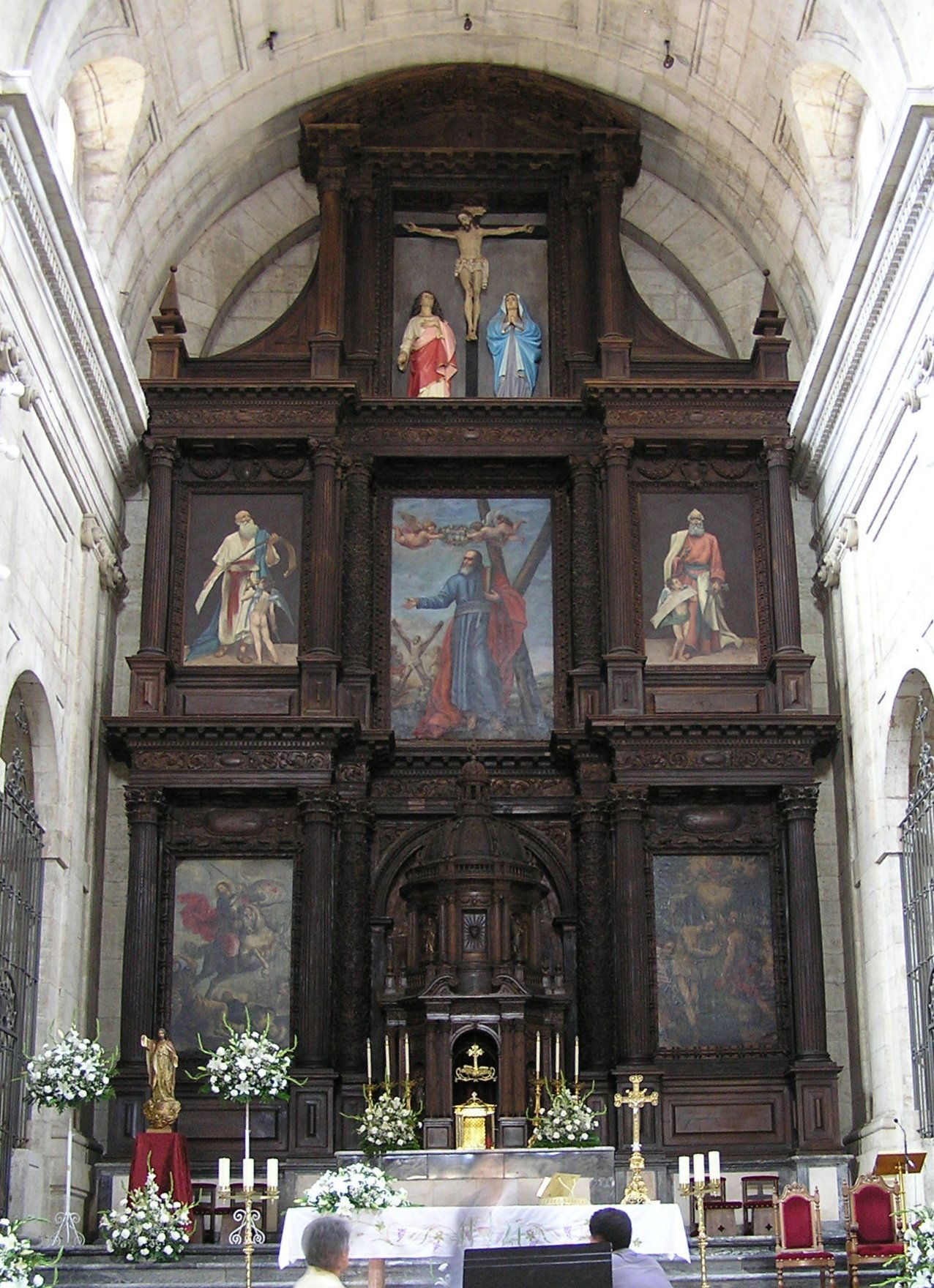
Retablo de la Capilla de Cerralbo (Ciudad Rodrigo), obra de Alonso de Balbás, con pinturas depósito del Museo del Prado.

Alonso de Balbás fue un ensamblador nacido en Ciudad Rodrigo, donde tuvo taller, en el siglo XVII, con un estilo barroco sereno, emulando al retablo mayor de El Escorial. 

## Biografía
En Ciudad Rodrigo y su diócesis dejó alguna de sus obras, como el retablo mayor de la Capilla de Cerralbo, además de serle atribuidos otros menores como el de la iglesia del Convento de San Agustín o el de la iglesia parroquial de Lumbrales.
En Salamanca su mejor obra es, sin duda, la sillería de la iglesia del convento de San Esteban. Además, trabajó como retablista en el retablo mayor de la catedral de Plasencia, donde Gregorio Fernández hizo lo propio con la escultura, dejando en tierras extremeñas alguna obra como la traza del retablo mayor de la iglesia parroquial de Acebo.